# Hynek Ptáček di Pirkštejn
Hynek Ptáček di Pirkštejn, noto anche con lo pseudonimo di Hynce o Hyncík (1404 – Rataje nad Sázavou, 27 agosto 1444), è stato un nobile e politico boemo, signore di Rataje nad Sázavou e di Polná, precettore e mastro della zecca nel regno di Boemia, nonché supervisore delle città reali. Fu una figura di notevole importanza tra la fine delle guerre hussite e il regno di Giorgio di Poděbrad.

## Biografia
Era figlio di Jan Ptáček di Pirkštejn, che faceva parte di un ramo laterale della famiglia di Lípa e dalla cui morte ereditò tutti i possedimenti di famiglia, quindi Rataje nad Sázavou e alcuni possedimenti a Polná. Siccome era un utraquista combatté nella battaglia di Lipany, nel 1434, dalla parte dei vincitori, nonostante volesse evitare lo scontro in tutti i modi possibili, ed occupò il Castello di Ostroměř. In seguito a ciò ottenne dal re Sigismondo di Lussemburgo il titolo di supervisore delle città reali. Nel 1437 divenne precettore e giudice provinciale. Fu costretto ad attaccare il suo parente Jan Roháč di Dubá, l'ultimo taborita.
Dopo la morte di Sigismondo insieme al protetto futuro re Giorgio di Poděbrad venne a far parte ufficialmente della fazione politica utraquista. Fece parte anche del gruppo di nobili che boicottò la salita al potere di Alberto II d'Asburgo, successore di Sigismondo, provando a proclamare Re di Boemia il granduca polacco Ladislao III, ed in seguito l'undicenne Casimiro IV. Nonostante l'erede designato fosse condiviso da tutti i nobili della fazione hussita, non riuscirono a prevalere su Alberto II che rimase re di Boemia fino alla sua morte.
Sotto il regno di Ladislao il Postumo nel 1440 divenne capo degli utraquisti e formò un Landfrieden insieme ad altri nobili, allo scopo di mantenere la pace. L'anno seguente a Čáslav decisero di prendere azione contro Jan Kolda di Žampach, un mercenario brigante che si era impadronito di gran parte delle terre boeme dell'est.
Hynek arrivò nel 1443 ad essere uno degli uomini politici più potenti in tutto il regno di Boemia in quanto capo della fazione più esponente e governatore capo della Boemia orientale, e secondo alcuni sarebbe stato la scelta migliore come probabile successivo re. Però nel 1444, uscendo dal castello di Rataje ebbe un colpo di nausea che lo fece rientrare nel castello, dove morì il 27 agosto del 1444.
È sepolto nella chiesa di San Matteo di Rataje.